# Valea Pechii
Valea Pechii – wieś w Rumunii, w okręgu Ardżesz, w gminie Schitu Golești. W 2011 roku liczyła 561 mieszkańców.